# 하브주

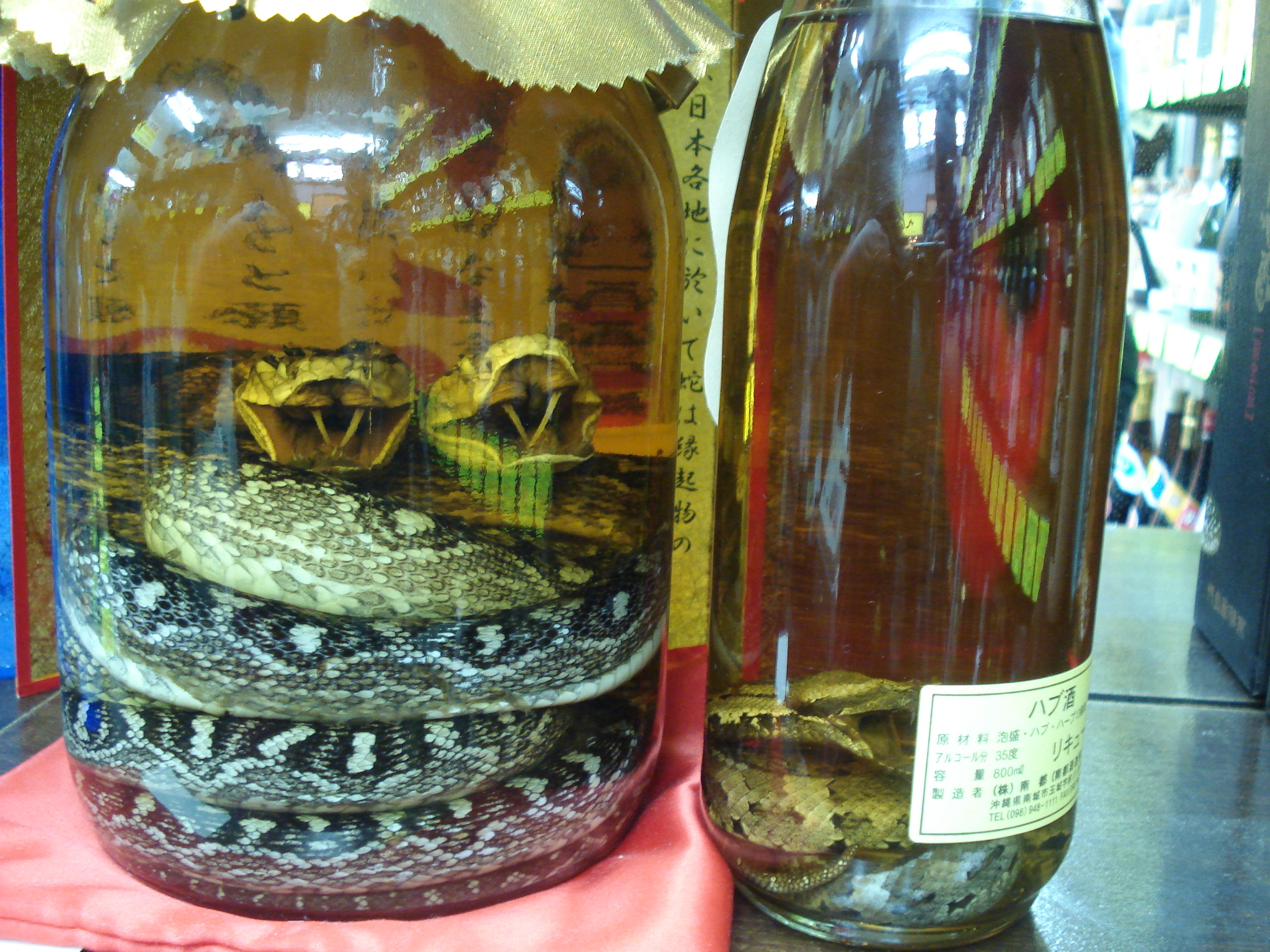

하브주(일본어: ハブ酒 하브슈[*]→반시뱀술)는 아와모리를 베이스로 반시뱀을 집어넣어 만드는 류큐 특유의 리큐어, 즉 뱀술이다. 하브사케, 오키나와 뱀술(Okinawan Snake Wine)이라고도 한다. 하브주의 이름은 반시뱀(Trimeresurus flavoviridis)의 일본어 이름을 붙인 것이다. 반시뱀은 살무사과에 속하며, 미국방울뱀이나 미국살무사와 근연관계에 있다. 반시뱀은 독사이며, 필리핀, 류큐, 일본 남부 등 동남아시아 일부 지역에 서식한다. 반시뱀에 물리면 욕지기, 구토, 저혈압 증세가 나타나고 사망에까지 이를 수 있다. 살아남은 뒤에도 수족의 운동 기능을 상실한 피해자도 있다.
아와모리에 여러 가지 약초와 꿀을 섞어서 투명한 술이 노란색을 띠게 만든다. 그 뒤 술에 반시뱀을 담가서, 술을 마실 때까지 저장해 둔다. 일부 하브주의 경우 뱀이 들어 있는 상태로 판매되기도 한다.
뱀을 술에 담그는 데는 두 가지 방법이 있다. 우선 그냥 뱀을 알코올에 넣어서 익사시킨 뒤 병을 밀봉하는 방법이 있다. 또는, 뱀을 얼음으로 기절시켜서 내장을 제거하고 피를 뽑은 뒤 배를 도로 꿰맨다. 얼음이 녹아서 뱀이 깨어나면, 내장이 없어졌기 때문에 그 즉시 쇼크사로 죽어 버린다. 그러고 나면 뱀을 에탄올에 집어넣어서 보존처리한다. 그 뒤, 일단 반시뱀을 59% 알코올에 40여일 동안 재워놓고, 마시기 전에 마지막으로 35% 아와모리를 섞는다. 두 번째 방법에서처럼 뱀의 내장을 제거하면, 뱀술 특유의 불쾌한 냄새가 줄어든다.
하브주에 첨가하는 아와모리를 만들기 위해서 으깬 쌀과 국균(麴菌, koji mold)을 이용한다. 또한 아와모리를 되도록 오래 숙성시키는 것도 전형적 관습 중 하나다. 사독은 알코올로 인해 분해되어 독성이 없어진다.
반시뱀은 일 년 가까이 아무 먹이도 먹지 않고 버틸 수 있을 뿐 아니라 그렇게 굶고도 강력한 힘을 가지고 있기 때문에, 고대로부터 하브주에는 어떤 의학적 효능이 있다고 믿어져 왔다. 특히 하브주의 기대 효능으로 남성의 정력에 긍정적인 효과를 준다는 것이 있다. 이것은 반시뱀이 한 번 짝짓기를 할 때 26 시간 이상 걸릴 정도로 오래 하기 때문인데, 이 때문에 하브주를 마시면 남성의 성기능에 도움이 된다는 속설이 있다. 반시뱀의 힘 또는 정력이 하브주를 마심으로 인해 사람에게 전해진다고 믿는 것이다.

## 같이 보기
- 사케
- 뱀술